# 北弗里斯兰

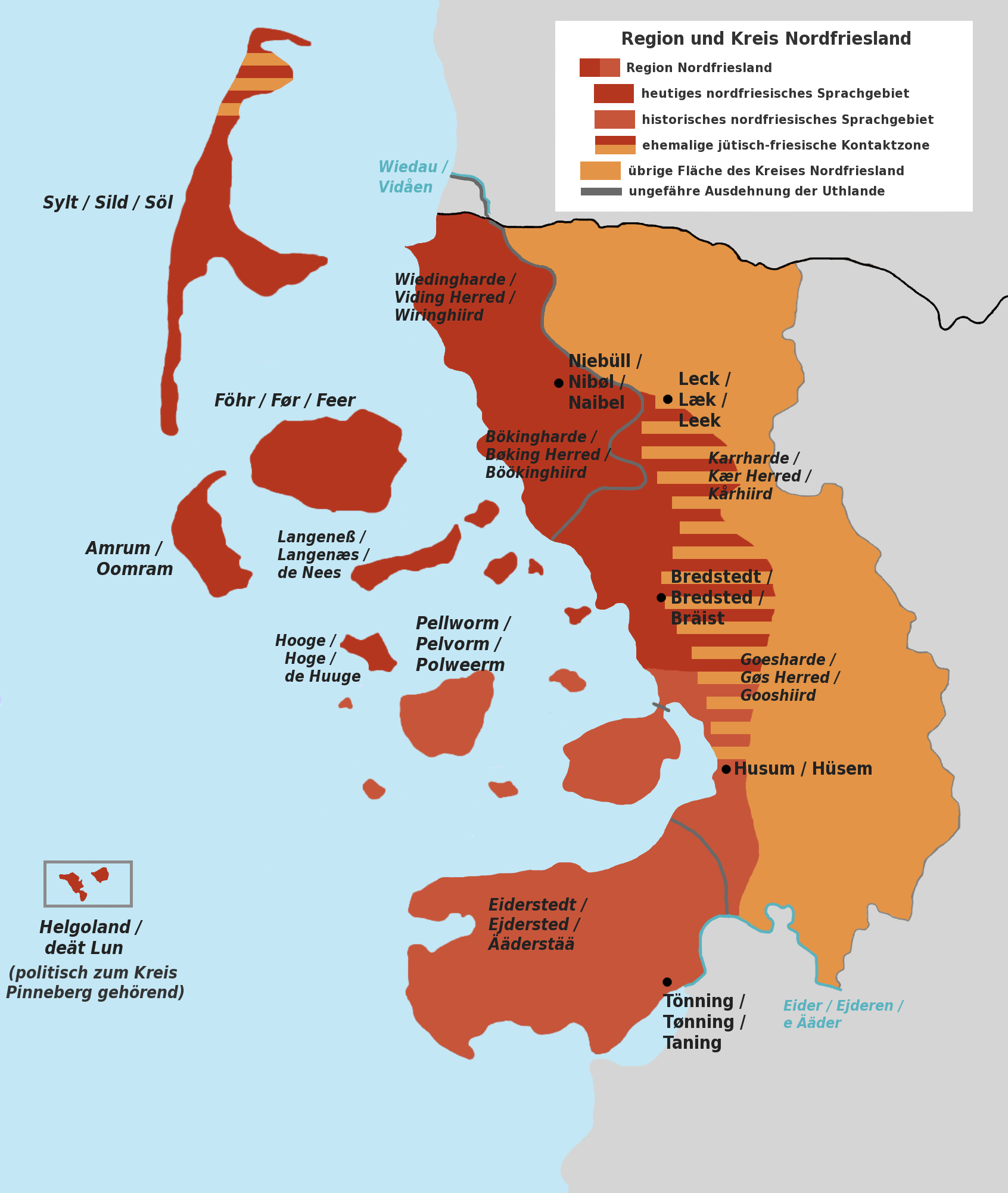
北弗里斯兰（紅色）

北弗里斯兰（德語：Nordfriesland），又依英语译作北弗里西亞，是弗里斯兰地區的最北端，地處艾德河和维佐河（Vidå）之間。北弗里斯兰在行政區劃上大部分屬於德國石勒苏益格-荷尔斯泰因州的北弗里斯兰县。北弗里斯兰現在是德國風力發電廠最集中的地區之一。